# 鷹取駅

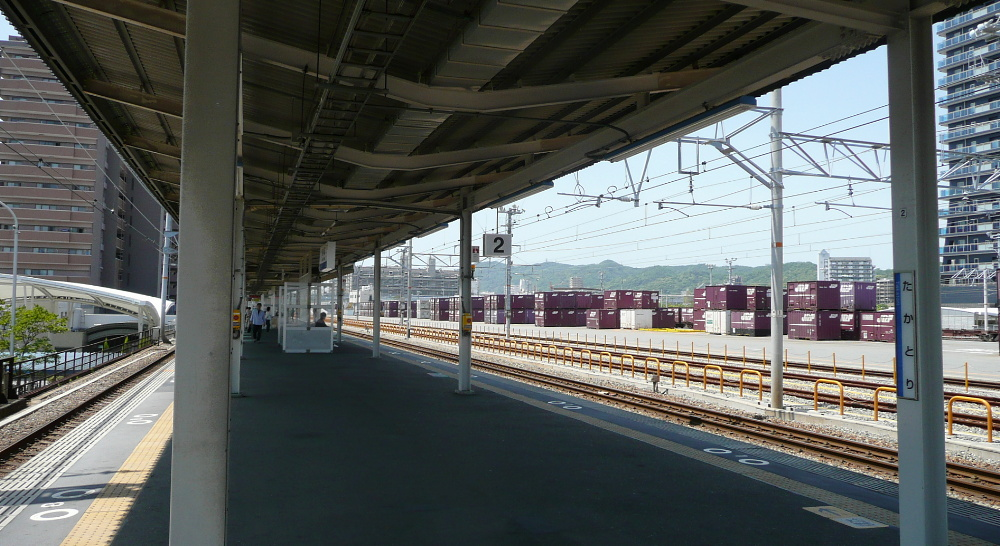
ホーム（2008年5月）

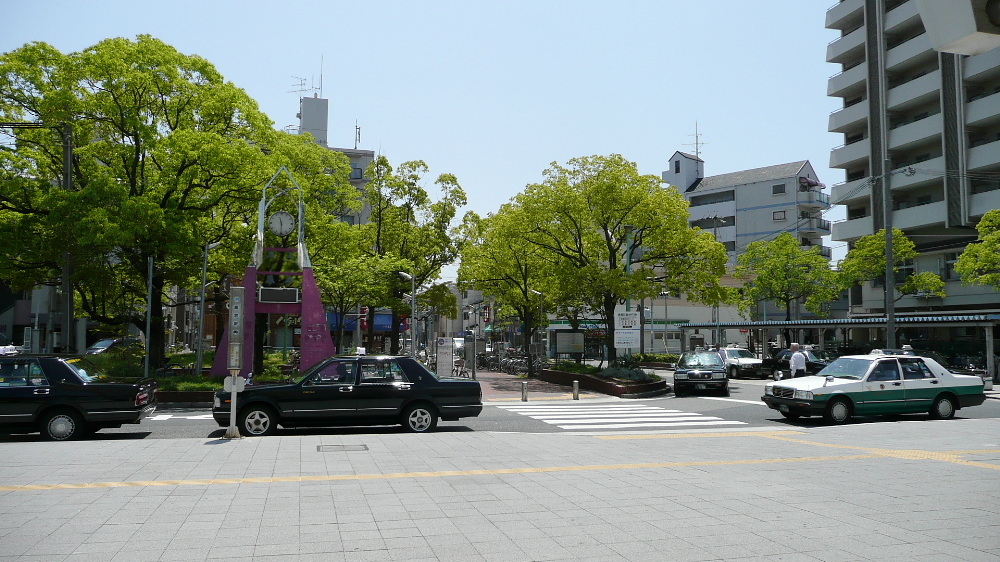
駅前（2008年5月）

鷹取駅（たかとりえき）は、兵庫県神戸市須磨区大池町五丁目にある、西日本旅客鉄道（JR西日本）山陽本線の駅である。駅番号はJR-A66。「JR神戸線」の愛称区間に含まれている。

## 歴史
当駅は鷹取工場開業の翌月に開業した駅であり、従業員の通勤の便宜を図るためのものだった。鷹取という駅名は、鷹取工場に因む（鷹取工場という名前は、当地から仰ぎ見る事ができる高取山〈鷹取山〉に因んで付けられた）。鷹取工場からは線路下の通路を介して駅プラットホーム東端の従業員専用口に通じていた。
駅の西南側にある「鷹取町」地区は、駅周辺の市街地化が進行してきた1924年（大正13年）にそれまでの「大字東須磨」の区域の一部に別の町名を割り当てた時に駅名にちなんで採用されたものである。駅設置当初には「鷹取」という地名は近辺には存在しなかった。
かつては有蓋車用貨物ホームが存在していた。その他、駅西側から側線が分岐し駅南の駅前広場をかすめるようにして南下、国道2号線と平面交差し、臨海部の昭和シェル石油神戸事業所や三菱石油神戸油槽所へ向かう専用線が存在し、石油の発送を行っていた。現在その跡地は駐車場や店舗用地に転用されている。また、駅前は道路に転用され、カーブした道路が面影を残している。
また、駅北側で操業していたJR西日本鷹取工場は、阪神・淡路大震災により工場自体が被害を受けた事や跡地を市街地復興事業に用いるため、網干総合車両所にその機能を移転し、2000年3月31日限りで閉鎖され、100年間の歴史を閉じた。また、鷹取工場は和田岬線の車両基地でもあり、工場閉鎖後も車両基地としての機能は残っていたが、翌年の2001年7月1日の和田岬線電化により、そちらも閉鎖されている。
駅所在地は、開業時から町名登録までが神戸市野田村、1966年（昭和41年）の町域変更前が長田区（区再編前は林田区）浪松町の一部であった。現在は須磨区大池町の一部となっている。

### 年表
- 1900年（明治33年）
  - 3月1日：鷹取工場開設。
  - 4月1日：山陽鉄道の兵庫駅 - 須磨駅間に当駅が開業[5]。旅客及び貨物の取り扱いを開始[2]。
- 1906年（明治39年）12月1日：山陽鉄道の国有化により、官設鉄道の駅となる[2]。
- 1909年（明治42年）10月12日：線路名称制定。山陽本線の所属となる。
- 1931年（昭和6年）10月10日：灘駅 - 当駅間の高架線が使用を開始、兵庫駅 - 当駅間3線化。
- 1934年（昭和9年）7月20日：吹田駅 - 須磨駅間で電気運転開始。
- 1938年（昭和13年）9月22日：兵庫駅 - 当駅間5線化。
- 1945年（昭和20年）：神戸大空襲により駅舎が被災し、終戦後バラック建てで復旧[6]。
- 1952年（昭和27年）4月25日：駅舎を改築[6]。
- 1965年（昭和40年）3月28日：当駅 - 西明石駅間が複々線化。
- 1982年（昭和57年）2月1日：車扱貨物の取り扱いを一旦廃止[2]。同時にすべての設備・専用線を廃止。
- 1985年（昭和60年）3月14日：荷物扱い廃止[2]。
- 1987年（昭和62年）
  - 3月31日：貨物の取り扱いを再開[2]。（但し、この当時は列車の設定がなかった）
  - 4月1日：国鉄分割民営化により西日本旅客鉄道（JR西日本）・日本貨物鉄道（JR貨物）の駅となる[2]。
- 1988年（昭和63年）3月13日：路線愛称の制定により、「JR神戸線」の愛称を使用開始。
- 1995年（平成7年）
  - 1月17日：阪神・淡路大震災により営業休止。
  - 1月30日：神戸駅 - 須磨駅間の復旧により、営業再開。
- 1996年（平成8年）7月20日：日中の神戸駅折り返しの普通が須磨駅まで延長され、この時間帯の停車本数が1時間4本から8本に増発した。
- 1997年（平成9年）
  - 3月8日：JR神戸線標準接近メロディ「さざなみ」導入[7]。
  - 11月6日：自動改札機を設置し、供用開始[8]。
- 2000年（平成12年）4月1日：鷹取工場が閉鎖、和田岬線の車両基地のみ網干総合車両所鷹取支所として残る（車籍上は本所に転属）。
- 2001年（平成13年）7月1日：和田岬線の電化に伴い、網干総合車両所鷹取支所を閉鎖。
- 2002年（平成14年）7月29日：JR京都・神戸線運行管理システム導入[9]。
- 2003年（平成15年）
  - 10月5日：駅舎改築[10]。エレベーター、エスカレーター設置。
  - 11月1日：ICカード「ICOCA」の利用が可能となる。
  - 12月1日：JR貨物の鷹取駅が神戸貨物ターミナル駅に改称し、実質的な営業を再開。
- 2005年（平成17年）3月28日：駅北側に駅前広場が完成。
- 2015年（平成27年）3月12日：入線警告音の見直しに伴い、接近メロディをJR神戸線標準接近メロディ「さざなみ」の音質見直し版に再び変更する[11]。
- 2018年（平成30年）3月17日：駅ナンバリングが導入され、使用を開始する[12]。
- 2022年（令和4年）6月1日：JR西日本交通サービスによる業務委託駅となる[3][13]。

## 駅構造
電車線のみに島式ホーム1面2線の高架駅である。改札口は南側の1ヶ所のみで、北側に出る際は高架下の連絡通路を経由する。
アーバンネットワークエリアに属しており、ICOCA利用可能駅（相互利用できるカードも利用可能）である。停車するのは普通電車（各駅停車）のみ。JR西日本交通サービスによる業務委託駅で、みどりの券売機プラスが設置されている。
また、駅の横にコンテナホームがあるため、上り列車線は駅や下り列車線よりも大きく離れたところにある。

### のりば
| のりば | 路線     | 方向 | 行先                   |
| ------ | -------- | ---- | ---------------------- |
| 1      | JR神戸線 | 下り | 明石・姫路方面         |
| 2      | JR神戸線 | 上り | 三ノ宮・尼崎・大阪方面 |

- 上表の路線名は旅客案内上の名称（愛称）で表記している。

## ダイヤ
日中時間帯は1時間に8本が停車する。朝時間帯は本数が多くなる。
国鉄時代は住吉駅 - 当駅間を往復する各駅停車が設定されていた。また、1997年（平成9年）3月7日までは宮原総合運転所 - 当駅間の特急「スーパー雷鳥」の回送運用もあった。
| 本数   | 路線（西方向）                                               | 系統・種別 | 路線（東方向）                                               | 本数   | 備考 |
| ------ | ------------------------------------------------------------ | ---------- | ------------------------------------------------------------ | ------ | ---- |
| 4本/時 | 加古川・西明石－・・・－垂水－塩屋－須磨－須磨海浜公園－鷹取 | 普通       | 鷹取－新長田－兵庫－神戸－元町－三ノ宮－・・・－高槻・四条畷 | 8本/時 |      |
| 4本/時 | 須磨－須磨海浜公園－鷹取                                     | 普通       | 鷹取－新長田－兵庫－神戸－元町－三ノ宮－・・・－高槻・四条畷 | 8本/時 |      |

## 利用状況
「兵庫県統計書」によると、2022年（令和4年）度の1日平均乗車人員は7,539人である。
近年の1日平均乗車人員は以下の通りである。
| 年度   | 1日平均 乗車人員 |
| ------ | ---------------- |
| 1999年 | 7,954            |
| 2000年 | 8,071            |
| 2001年 | 8,013            |
| 2002年 | 8,023            |
| 2003年 | 8,235            |
| 2004年 | 8,211            |
| 2005年 | 8,699            |
| 2006年 | 9,147            |
| 2007年 | 9,287            |
| 2008年 | 7,858            |
| 2009年 | 7,707            |
| 2010年 | 7,782            |
| 2011年 | 7,912            |
| 2012年 | 7,925            |
| 2013年 | 8,203            |
| 2014年 | 8,107            |
| 2015年 | 8,185            |
| 2016年 | 8,086            |
| 2017年 | 8,030            |
| 2018年 | 8,130            |
| 2019年 | 8,092            |
| 2020年 | 6,909            |
| 2021年 | 7,120            |
| 2022年 | 7,539            |

## 特徴
日本貨物鉄道（JR貨物）の神戸貨物ターミナル駅と同一駅扱いであり、場内・出発信号機を共用している。そのため現業機関で用いられる時刻表や行路表などでは「鷹取・神タ」と表記されている。
駅構内の広大な留置線は、1931年（昭和6年）の灘駅 - 当駅間が高架化された時に、貨車操車場（鷹取操車場）として設置されたものである。兵庫駅を高架化するにあたって同駅の貨物の取り扱い設備は地上に残し、そこから当駅までを小運転線によって連絡し本線に合流させたのだが、同時に当駅を拡張して鷹取工場との間に貨物操車場を設け、旅客設備はその南に移転させる事とした。高架化事業は地上既存線を移すための高架複線の建設が第1期、複々線とするための新たな高架複線の建設が第2期と分かれていたが、第1期が完成し、高架運転が開始された時点ですでに兵庫駅 - 当駅間は3線構造（一部4線構造）になっていた。川崎重工業兵庫工場で製造された鉄道車両及び和田岬線の車両は、前出の兵庫駅 - 当駅間を連絡する小運転線を経由して必ず当駅構内の留置線まで回送される。ホームからよく見えるところに止まるため、鉄道ファンが写真撮影に訪れる撮影スポットとなっている。和田岬線の車両は当駅 - 大久保駅 - 網干総合車両所明石支所の経路で回送される。兵庫駅 - 当駅間の小運転線は空き時間が多いため、2000年（平成12年）2月1日以降、実際の車両（主に103系）を走らせて在来線乗務員の異常時対応能力向上を図るなどの実車訓練用の異常時訓練線として活用されている。この訓練線のための「神戸乗務員訓練センター」は、兵庫駅構内に設けられている。
駅北側には広大な留置線と鷹取工場が存在していたため南側のみに出られる構造となっていたが、整備工場跡地の再開発進捗に伴い、2005年（平成17年）3月28日から駅北側にも駅前広場が整備された。但し、プラットホームから直接北へ出られるのではなく、いったん南側に出た後、新たに開設された歩行者専用南北自由通路を通り、北に出る構造となっている。

## 駅周辺
駅南側にはロータリーとタクシー乗り場がある。後期開発の北側にもロータリーができ、タクシー乗り場と市バス発着場が整備された。なお、北側のタクシー乗り場には一台もタクシーが止まっていないので、利用するには南側の乗り場を利用するか、タクシー会社に予約する必要がある。
駅南側には「たかとり駅前商店街」がある。かつて須磨海浜水族園の最寄り駅ともあって「水族園の街」という名称が付けられ、商店街の街灯には「ILLUCOM STREET（イルカムストリート）水族園の街」と須磨海浜水族園のイルカをあしらった看板があったが、2008年3月15日に水族園の最寄りが西隣の須磨海浜公園駅にとって代わられたため、2013年に街灯からこれらの看板がすべて撤去された。
北側広場は再開発が進み、徒歩1分のタワーマンションが完成した。また、桜がきれいな妙法寺川左岸公園を北へ進むと、10分程度で板宿駅に着く。
兵庫県の機関
- 神戸県民センター西神戸庁舎
  - 神戸土木事務所
- 兵庫県立女性家庭センター
- 兵庫県立工業技術センター
- 兵庫県須磨警察署
- 公益財団法人ひょうご環境創造協会（旧・県立健康環境科学研究センター須磨庁舎の業務を統合編入）

神戸市の機関
- 神戸市須磨区役所
- 須磨区民センター
- 神戸市立須磨図書館
- 神戸市立須磨体育館
- 神戸市須磨消防署
- 水道局西部センター
- 環境局須磨事業所

教育機関
- 兵庫県立総合衛生学院（現在地から移転の予定あり。移転先は震災復興事業再開発地区のうち「新長田駅南地区」国道南側。  ）
- 神戸野田高等学校（学校法人神戸野田学園）
- 神戸市立鷹取中学校
- 神戸市立太田中学校
- 神戸市立だいち小学校
- 神戸市立駒ケ林小学校

金融機関
- みなと銀行 鷹取出張所（長楽町） - 2003年8月4日、有人出張所を廃止し、跡地に無人の店舗外ATMを設置。
- 山陰合同銀行 神戸西支店（野田町） - 2018年11月6日、新規開設。法人営業特化のいわゆる空中店舗。
- 播州信用金庫 神戸西支店（大池町） - 2015年4月27日、現在地に新築移転。

郵便局
- 須磨郵便局
- 神戸大田郵便局
- 神戸本庄郵便局（1989年（平成元年）3月6日に本庄町から長楽町に移転[16]したが、局名称は変更せず）
- 神戸海運郵便局
- 神戸大橋郵便局

商業施設
- マルアイ（食品スーパー） 須磨若宮店
- マルハチ（スーパー） 鷹取店
- トーホー（食品スーパー） 鷹取店
- ライフ（スーパー） 須磨鷹取店
- キリン堂（ドラッグストア） 須磨大池店（旧 サーバ）

宗教施設（特記事項があるもののみ）
- カトリックたかとり教会 - 1927年（昭和2年）設立。阪神・淡路大震災では礼拝堂が焼失したがキリスト像は被災せず、いかにもキリストが手を広げて火を食い止めた様子に見える事が話題を呼んだ。震災後はボランティアの拠点として活動、他にコミュニティFM局「FMわいわい」が置かれるなどした。震災10周年を機にカトリック鷹取教会から改称された。かつては鷹取幼稚園を経営していた。
- イムマヌエル神戸キリスト教会 - 1930年（昭和5年）現在地に移転。
- 曹洞宗満福寺 - 寺伝の縁起では1536年（天文5年）の創建と伝えられているが、平清盛の創建との伝承もある。所在地の長田区海運町という町名の由来は満福寺が統合した寺の山号が海運山だったことにちなむ。寺の外塀の石の配列が亀の子（亀の甲）のようなので、通称「亀の子寺」という。

その他
- シェルルブリカンツジャパン 神戸事業所
- JXTGエネルギー 神戸油槽所

上記石油施設は以前当駅から分岐する貨物専用線があった。

## バス路線
市バスのりばは、駅前広場（長田区）より北側広場（須磨区）にロータリーが整備され、すべてのバス発着場が変更された。
- 10：須磨水族園
- 75・区：妙法寺駅前
- 110・112：神戸駅前

他に市バス本庄町バス停では同駅への乗換案内放送が流れる
81系統:新長田駅・須磨一の谷
須磨港（妙法寺川河口付近）と淡路市（当時は津名郡東浦町）の大磯港の間を運航していた淡路フェリーボートが須磨港・当駅間のバスを営業運行し駅南の駅前広場に乗り入れていた。しかし、明石海峡大橋が開通するとフェリーボートも廃業に陥り、同時にバスも廃止された。

## その他
- 少年H（妹尾河童作）で少年Hの家付近の駅として知られている。
- 阪神・淡路大震災では信頼に足る観測記録としては最大の揺れ（速度）を観測した。そのため、当駅での揺れが直下型地震の強震動研究の一つの目安（JR鷹取波）となっている。同様の事例として大阪ガス葺合営業所がある（最大の加速度を記録）。

## 隣の駅
西日本旅客鉄道（JR西日本）
 JR神戸線（山陽本線）
■新快速・■快速
通過
■普通（JR東西線・学研都市線内で区間快速となる列車を含む）
新長田駅 (JR-A65) - 鷹取駅 (JR-A66)（神戸貨物ターミナル駅） - 須磨海浜公園駅 (JR-A67)